# Yashow klädmarknad

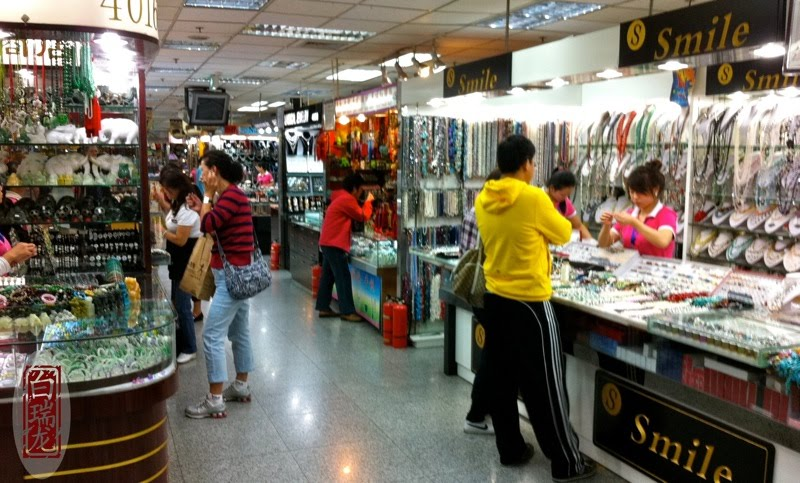
Fjärde våningen i Yashow klädmarknad i Peking.

Yashow klädmarknad alternativt Yaxiu klädmarknad (雅秀服装市场; Yǎxiù fúzhuāng shìchǎng) är ett varuhus i Chaoyangdistriktet i Peking i Kina. Yashow klädmarknad säljer bland annat kläder, tyger, smycken, elektronik, skor och assesoarer. Yashow klädmarknad, som ligger vid den kända nöjesgatan Sanlitun, är även känd för dess försäljning av märkeskopior.